# Дезмонд Туту
Дезмонд Мпило Туту (енгл. Desmond Mpilo Tutu; Клерксдорп, 7. октобар 1931 — Кејптаун, 26. децембар 2021) био је јужноафрички активиста и англикански надбискуп који је светску славу стекао током осамдесетих година 20. века као противник апартхејда. Добио је Нобелову награду за мир 1984. године.

## Биографија
Након школовања постао је англикански ђакон. Посвећен је за свештеника 1961. године, а у Лондон је отпутовао 1962. године, где је усавршавао англиканску теологију. Током боравка у Енглеској, обављао је и свештеничке дужности у више жупа Англиканске Цркве. Године 1967. враћа се у Јужноафричку Републику, а од 1970. године предавао је на Националном универзитету у Лесоту. Био је у служби у Јоханезбургу од 1975. године, а 1977. године постао је бискуп Лесота. Године 1978. изабран је за генералног секретара Јужноафричког већа Цркава. Борио се против апартхејда као један од главних лидера и морална вертикала. Критиковао је власт, противио се ксенофобији и расизму, залагао се за права црнаца. Био је бискуп Јоханезбурга од 1984. до 1986. године. Постао је надбискуп Кејптауна 1986. године, а од 1987. године и председник Афричке конференције цркава и један најутицајнијих верских вођа Африке. Представља морални узор, портпарол је људи без права гласа.
Године 1984, Туту је постао други Јужноафриканац који је добио Нобелову награду, након што ју је Алберт Лутули добио 1960. године. Био је први црни јужноафрички англикански надбискуп Кејптауна, Јужне Африке, и примат цркве Провинције Јужне Африке, данас Англиканске цркве у Јужној Африци. Туту је борац за људска права, а свој углед користи у кампањама за помоћ потлаченима и у борби против АИДС-а, туберкулозе, хомофобије, сиромаштва и расизма. Нарочито се заузима за проблеме трећег света.
Добио је Нобелову награду за мир 1984. године, затим награду Алберт Швајцер за хуманост 1986. године, Гандијеву награду за мир 2005. године, као и председничку медаљу слободе 2009. године, те многе друге награде. Туту је саставио неколико књига својих говора и изрека, те је један од аутора бројних других књига.